# The Luxury Collection
The Luxury Collection – amerykańska sieć hotelowa należąca do Marriott International. Do sieci należą 123 hotele z łącznie 24 162 pokojami (31 grudnia 2021).

## Historia
W 1906 we Włoszech, w Wenecji powstaje Compagnia Italiana Grandi Alberghi (CIGA) jako marka hotelu. W 1985 brytyjski książę Aga Chan IV nabył większość udziałów w CIGA i poza Włochami nabył kolejne hotele w Hiszpanii i Austrii. W tym samym roku CIGA została przejęta przez sieć ITT Sheraton. Od tego czasu do sieci włączono niektóre hotele należące do takich sieci hotelowych jak Sheraton czy Westin Hotels & Resorts. Sieć stała się w 1994 marką The Luxury Collection.

## Hotele
Do sieci należy 119 hoteli na całym świecie, w tym 42 hotele w Europie. W Polsce znajduje się jeden hotel The Luxury Collection (10 lutego 2023).

### Afryka
- Etiopia

- Sheraton Addis, a Luxury Collection Hotel, Addis Ababa

- Seszele

- North Island, a Luxury Collection Resort, Seychelles

### Ameryka Południowa
- Argentyna

- Park Tower, a Luxury Collection Hotel, Buenos Aires

- Peru

| • Hotel Paracas, a Luxury Collection Resort, Paracas | • Palacio Del Inka, a Luxury Collection Hotel, Cusco | • Tambo Del Inka, a Luxury Collection Resort & Spa, Valle Sagrado |

### Ameryka Północna
- Stany Zjednoczone

- Arizona

| • Phoenician Residences, a Luxury Collection Residence Club, Scottsdale | • The Canyon Suites at The Phoenician, a Luxury Collection Resort, Scottsdale | • The Phoenician, a Luxury Collection Resort, Scottsdale |

- Kalifornia

| • Palace Hotel, a Luxury Collection Hotel, San Francisco | • SLS Hotel, a Luxury Collection Hotel, Beverly Hills | • THE US GRANT, a Luxury Collection Hotel, San Diego |

- Kolorado

| • Hotel Clio, a Luxury Collection Hotel, Denver Cherry Creek | • The Hythe, a Luxury Collection Resort, Vail |

- Georgia

| • Perry Lane Hotel, a Luxury Collection Hotel, Savannah | • The Withley, a Luxury Collection Hotel, Atlanta Buckhead |

- Hawaje

- The Royal Hawaiian, a Luxury Collection Resort, Waikiki

- Illinois

- The Gwen, a Luxury Collection Hotel, Michigan Avenue Chicago

- Karolina Północna

- The Ballantyne, a Luxury Collection Hotel, Charlotte

- Massachusetts

- The Liberty, a Luxury Collection Hotel, Boston

- Minnesota

- Hotel Ivy, a Luxury Collection Hotel, Minneapolis

- Oregon

- The Nines, a Luxury Collection Hotel, Portland

- Teksas

- The St. Anthony, a Luxury Collection Hotel, San Antonio

- Tennessee

- The Joseph, a Luxury Collection Hotel, Nashville

### Ameryka Środkowa & Karaiby
- Barbados

- Colony Club by Elegant Hotels

- Dominikana

- Sanctuary Cap Cana, a Luxury Collection Adult All-Inclusive Resort
- The Ocean Club, a Luxury Collection Resort, Costa Norte

- Meksyk

| • Hacienda Puerta Campeche, a Luxury Collection Hotel, Campeche | • Hacienda Uayamon, a Luxury Collection Hotel, Uayamon           |
| • Hacienda San Jose, a Luxury Collection Hotel, San Jose        | • Las Alcobas, a Luxury Collection Hotel, Mexico City            |
| • Hacienda Santa Rosa, a Luxury Collection Hotel, Santa Rosa    | • Solaz, a Luxury Collection Resort, Los Cabos                   |
| • Hacienda Temozon, a Luxury Collection Hotel, Temozon Sur      | • The Residences at Solaz, a Luxury Collection Resort, Los Cabos |

- Panama

- The Santa Maria, a Luxury Collection Hotel & Golf Resort, Panama City

### Australia & Oceania
- Australia

- The Tasman, a Luxury Collection Hotel, Hobart

### Azja
- Armenia

- The Alexander, a Luxury Collection Hotel, Yerevan

- Chiny

| • Meixi Lake Hotel, a Luxury Collection Hotel, Changsha | • The Azure Qiantang, a Luxury Collection Hotel, Hangzhou | • The Hongta Hotel, a Luxury Collection Hotel, Shanghai |
| • Na Lotus Hotel, a Luxury Collection Hotel, Nanning    | • The Castle Hotel, a Luxury Collection Hotel, Dalian     |                                                         |

- Indie

| • ITC Gardenia, a Luxury Collection Hotel, Bengaluru                               | • ITC Grand Goa, a Luxury Collection Resort & Spa, Goa | • ITC Maurya, a Luxury Collection Hotel, New Delhi   | • ITC Royal Bengal, a Luxury Collection Hotel, Kolkata |
| • ITC Grand Bharat, a Luxury Collection Retreat, Gurgaon, New Delhi Capital Region | • ITC Kakatiya, a Luxury Collection Hotel, Hyderabad   | • ITC Mughal, a Luxury Collection Resort & Spa, Agra | • ITC Sonar, a Luxury Collection Hotel, Kolkata        |
| • ITC Grand Central, a Luxury Collection Hotel, Mumbai                             | • ITC Kohenur, a Luxury Collection Hotel, Hyderabad    | • ITC Narmada, a Luxury Collection Hotel, Ahmedabad  | • ITC Windsor, a Luxury Collection Hotel, Bengaluru    |
| • ITC Grand Chola, a Luxury Collection Hotel, Chennai                              | • ITC Maratha, a Luxury Collection Hotel, Mumbai       | • ITC Rajputana, a Luxury Collection Hotel, Jaipur   |                                                        |

- Indonezja

| • Keraton At The Plaza, a Luxury Collection Hotel, Jakarta | • The Laguna, a Luxury Collection Resort & Spa, Nusa Dua, Bali |

- Japonia

| • HOTEL THE MITSUI KYOTO, a Luxury Collection Hotel & Spa | • Iraph Sui, a Luxury Collection Hotel, Miyako Okinawa | • Suiran, a Luxury Collection Hotel, Kyoto | • The Prince Gallery Tokyo Kioicho, a Luxury Collection Hotel |

- Korea Południowa

- Josun Palace, a Luxury Collection Hotel, Seoul Gangnam

- Tajlandia

| • Sheraton Grande Sukhumvit, a Luxury Collection Hotel, Bangkok | • The Athenee Hotel, a Luxury Collection Hotel, Bangkok | • The Naka Island, a Luxury Collection Resort & Spa, Phuket | • Vana Belle, a Luxury Collection Resort, Koh Samui |

### Bliski Wschód
- Arabia Saudyjska

- Assila, a Luxury Collection Hotel, Jeddah

- Izrael

- The Jaffa, a Luxury Collection Hotel, Tel Aviv

- Jordania

- Al Manara, a Luxury Collection Hotel, Saraya Aqaba

- Katar

- Al Messila, a Luxury Collection Resort & Spa, Doha

- Kuwejt

- Sheraton Kuwait, a Luxury Collection Hotel, Kuwait City

- Zjednoczone Emiraty Arabskie

| • Ajman Saray, a Luxury Collection Resort, Ajman | • Al Maha, a Luxury Collection Desert Resort & Spa, Dubai | • Al Wathba, a Luxury Collection Desert Resort & Spa, Abu Dhabi | • Grosvenor House, a Luxury Collection Hotel, Dubai |

### Europa
- Austria

- Hof bei Salzburg Schloss Fuschl, a Luxury Collection Resort & Spa, Fuschlsee-Salzburg

- Salzburg Hotel Goldener Hirsch, a Luxury Collection Hotel, Salzburg

- Wiedeń Hotel Bristol, a Luxury Collection Hotel, Vienn; Hotel Imperial, a Luxury Collection Hotel, Vienna

- Cypr

- Limassol Parklane, a Luxury Collection Resort & Spa, Limassol

- Czechy

- Praga Augustine, a Luxury Collection Hotel, Prague

- Francja

- Paryż Hôtel de Berri, a Luxury Collection Hotel, Paris; Prince de Galles, a Luxury Collection Hotel, Paris

- Grecja

- Ateny Hotel Grande Bretagne, a Luxury Collection Hotel, Athens; King George, a Luxury Collection Hotel, Athens

- Chania Domes Zeen, a Luxury Collection Resort, Chania

- Elunda Blue Palace, a Luxury Collection Resort and Spa, Crete

- Ia Mystique, a Luxury Collection Hotel, Santorini

- Korfu Domes Miramare, a Luxury Collection Resort, Corfu

- Megalochori Verema, a Luxury Collection Resort, Santorini

- Mykonos Santa Marina, a Luxury Collection Resort, Mykonos

- Nausa Cosme, a Luxury Collection Resort, Paros

- Pylos-Nestoras The Romanos, a Luxury Collection Resort, Costa Navarino

- Hiszpania

- Elciego Hotel Marqués de Riscal, a Luxury Collection Hotel, Elciego

- Madryt Santo Mauro, a Luxury Collection Hotel, Madrid

- Palma Castillo Hotel Son Vida, a Luxury Collection Hotel, Mallorca

- San Sebastián Hotel Maria Cristina, a Luxury Collection Hotel, San Sebastian

- Sewilla Hotel Alfonso XIII, a Luxury Collection Hotel, Seville

- Polska

- Warszawa Hotel Bristol, a Luxury Collection Hotel, Warsaw ul. Krakowskie Przedmieście 42/44

- Portugalia

- Albufeira Pine Cliffs hotel, a Luxury Collection Resort, Algarve; Pine Cliffs Ocean Suites, a Luxury Collection Resort & Spa, Algarve; Pine Cliffs Residence, a Luxury Collection Resort, Algarve

- Słowacja

- Bratysława Grand Hotel River Park, a Luxury Collection Hotel, Bratislava

- Szwajcaria

- Genewa Hotel President Wilson, a Luxury Collection Hotel, Geneva

- Turcja

- Ankara Lugal, a Luxury Collection Hotel, Ankara

- Bodrum Caresse, a Luxury Collection Resort & Spa, Bodrum

- Izmir Reges, a Luxury Collection Resort & Spa, Cesme

- Węgry

- Budapeszt Matild Palace, a Luxury Collection Hotel, Budapest

- Wielka Brytania

- Iver The Langley, a Luxury Collection Hotel, Buckinghamshire

- Londyn The Park Tower Knightsbridge, a Luxury Collection Hotel, London; The Wellesley Knightsbridge, a Luxury Collection Hotel, London; The Westbury Mayfair, a Luxury Collection Hotel, London

- South Ayrshire Trump Turnberry, a Luxury Collection Resort, Scotland

- Włochy

- Cortina d’Ampezzo Cristallo, a Luxury Collection Resort & Spa, Cortina d’Ampezzo
- Duino-Aurisina Falisia, a Luxury Collection Resort & Spa, Portopiccolo

- Mediolan Excelsior Hotel Gallia, a Luxury Collection Hotel, Milan

- Porto Cervo Hotel Cala di Volpe, a Luxury Collection Hotel, Costa Smeralda; Hotel Pitrizza, a Luxury Collection Hotel, Costa Smeralda; Hotel Romazzino, a Luxury Collection Hotel, Costa Smeralda

- Wenecja Hotel Danieli, a Luxury Collection Hotel, Venice; The Gritti Palace, a Luxury Collection Hotel, Venice